# Zoo Park Jagodina
Der Zoo Park Jagodina ist ein zoologischer Garten in der Stadt Jagodina. Er ist nach dem Belgrader Zoo, dem Zoo Palić und dem Zoo Bor der vierte Zoo in Serbien und der drittgrößte des Landes. Auf einer Gesamtfläche von 2,5 Hektar finden sich in etwa 320 bis 350 Tiere in 250 Arten, darunter Fische, Reptilien, Affen, Raubtiere, Unpaarhufer, Paarhufer, Vögel und Robben.
Es werden die klassischen Zootiere von Giraffe und Löwe bis Zebra gehalten. Der Jagodiner Zoo ist geographisch geordnet. So ist er in drei Themenbereiche gegliedert: Afrika, Asien und Australien. Im Bereich der Gastronomie gibt es das Restaurant Tigar mit Angeboten aus der serbischen Küche, ein Café mit Terrasse und einen Kiosk.
Der 2006 eröffnete Zoo ist Teil des Sportski-turistički kompleks Đurđevo brdo, einem Sport- und Erholungsgebiet, das sich im äußersten Süden der Stadt befindet und vor allem Trainings- und Wettkampfstätten für zahlreiche Sportarten anbietet sowie zahlreiche touristische Aktivitäten und Attraktionen. Dazu gehören unter anderem das Gradski stadion Jagodina, ein moderner Aquapark und die Multifunktionshalle Sportska dvorana JASSA, sowie ein Tenniskomplex und eine Kartbahn. Des Weiteren befinden sich dort das Wachsfigurenkabinett Jagodina, ein Naturpark und ein Hotel.